# Dinaro del Bahrein
Il Dinaro bahreinita è la valuta ufficiale del Bahrein. Esso è diviso in 1000 fils (dal latino follis).
Il nome dīnār (qui tradotto "dinaro") deriva dal latino denarius. Il codice ISO 4217 per la valuta è BHD.
Il dinaro è stato introdotto nel 1965, in sostituzione della rupia del Golfo con un tasso di cambio di 10 rupie = 1 dinaro. Il dinaro del Bahrein è indicato con. د.ب (arabo) o BD (latino). Solitamente è segnato con tre cifre decimali che indicano i fils.

## Monete
Nel 1965 sono state emesse monete dal valore di 1, 5, 10, 25, 50 e 100 fils. Le monete da 1, 5 e 10 fils erano battute in bronzo e le altre in cupro-nickel. La moneta da 1 fils non è stata prodotta dopo il 1966 e non circola più. Nel 1992 l'ottone ha sostituito il bronzo nelle monete da 5 e 10 fils ed è stata introdotta una moneta bimetallica da 100 fils. Una moneta bimetallica da 500 fils è poi seguita nel 2000.
| Monete   | Monete   | Monete   | Monete | Monete                              | Monete         | Monete   | Monete                |
| Immagine | Valore   | Diametro | Peso   | Composizione                        | Dritto         | Rovescio | Anno prima coniazione |
| -------- | -------- | -------- | ------ | ----------------------------------- | -------------- | -------- | --------------------- |
|          | 1 fils   | ?? mm    | ?? g   | Bronzo                              |                | Valore   | 1965                  |
| 5 fils   | 5 fils   | 18 mm    | ?? g   | Bronzo                              | Palma          | Valore   | 1965                  |
| 10 fils  | 10 fils  | 24 mm    | ?? g   | Bronzo                              | Palma          | Valore   | 1965                  |
| 25 fils  | 25 fils  | ?? mm    | ?? g   | Cupro-nickel                        | Palma          | Valore   | 1965                  |
| 50 fils  | 50 fils  | 20 mm    | ?? g   | Cupro-nickel                        | Palma          | Valore   | 1965                  |
| 100 fils | 100 fils | 25 mm    | ?? g   | Cupro-nickel                        | Palma          | Valore   | 1965                  |
|          | 5 fils   | ?? mm    | ?? g   | Ottone                              | Palma          | Value    | 1992                  |
| 10 fils  | 10 fils  | 21 mm    | 3,35 g | Ottone                              | Palma          | Valore   | 1992                  |
|          | 25 fils  | ?? mm    | ?? g   | ??                                  | Antica pittura | Valore   | 1992                  |
| 50 fils  | 50 fils  | 22 mm    | 3,5 g  | ??                                  | Imbarcazione   | Valore   | 1992                  |
| 100 fils | 100 fils | 24 mm    | ?? g   | Esterno ottone, centro cupro-nickel | Stemma         | Valore   | 1992                  |
|          | 500 fils | 27 mm    | ?? g   | Esterno cupro-nickel, centro ottone | Monumento      | Valore   | 2000                  |

## Banconote
Nel 1965 il Bahrain Currency Board ha introdotto banconote da 100 fils e da ¼, ½, 1, 5 e 10 dinari. Nel 1973 la Bahrain Monetary Agency ha assunto il controllo della produzione della carta-moneta ed ha emesso banconote da ½, 1, 5, 10 e 20 dinari. Nel 2006 la Monetary Agency è stata ribattezzata Central Bank ma le banconote con la nuova denominazione ancora non sono state emesse.
È attualmente la seconda valuta per valore dopo il dinaro kuwaitiano.